# Elefant (önjáró löveg)
Az Sd.Kfz. 184 Ferdinand, majd a továbbfejlesztett változata az Elefant, német vadászpáncélosok voltak a második világháborúban. Fő fegyverzete egy 8,8 cm Panzerabwehrkanone 43 páncéltörő löveg volt.

## Története
A VK 30.01 nehézharckocsi-programon a MAN, a Daimler-Benz, a Henschel und Sohn és a Porsche vett részt, ahol két cég, a Henschel VK 30.01(H) harckocsija (később ebből a két prototípusból készítették el a két Sturer Emil páncélvadászt) és a Porsche VK 30.01(P) jelű prototípusa jutott tovább. A Henschel prototípusa a Panzerkampfwagen IV hajtásláncát és lövegét kapta, és már itt megjelent az átlapolt futómű, míg a Porsche prototípusa továbbfejlesztett torziós rugókat és egy dízel-elektromos hajtásláncot használt. A két vállalat később megalkotta a VK 45.01(H) és a VK 45.01(P) prototípusokat. Az összehasonlító teszteken a Henschel hagyományosabb típusa győzött, míg a Porsche típusa lerobbant és kigyulladt. Ezért a sorozatgyártású páncélos a Henschelé lett, amit Panzerkampfwagen VI Tiger néven rendszeresítettek. Mindkét típus ugyanazt a tornyot, a későbbi Panzerkampfwagen VI Tiger háromfős tornyát kapta, amiben egy 8,8 cm-es KwK 36 L/56 páncéltörő löveg volt.
Addigra azonban Porsche legyártatott 90 további járműtestet is, amiből tízre már a tornyot is felszerelték. Mikor a német hadvezetés előtt nyilvánvalóvá vált, hogy rendelkezésre áll nagy mennyiségű nagy teherbírású páncéltest, amit kis munkával egy igen erős vadászpáncélossá lehetne alakítani, megparancsolták Ferdinand Porschénak, hogy tervezze át őket úgy, hogy képesek legyenek a hosszú csövű 8,8 cm-es PaK 43/1-es löveg befogadására. Az új löveg, illetve a nagy mennyiségű extra páncélzat miatt az eredetileg 59 tonnás tömeg 65 tonnára nőtt. A motorok az eredeti Porsche egységek helyett 320 (a valóságban 295) lóerős Maybach HL 120 benzinmotorokra cserélték (ezek a motorok voltak a Panzer III ausf F-től kezdve a Panzer III-asok motorjai).
Első bevetése 1943 júliusában a kurszki csatában volt, a 656. nehéz páncélvadász ezredben, amelynek a Ferdinandokkal felszerelt 653. és 654. nehéz páncélvadász osztály mellett a Sturmpanzer IV Brummbär rohamlövegekkel felszerelt 216. rohampáncélos osztály, és a Stug III rohamlövegekből irányított Borgward IV páncélosokkal felszerelt 313 és 314. távirányítású páncélosszázad is része volt.
A kurszki csata után megmaradt Ferdinandokat összevonták a 653. nehéz páncélvadász-osztályba, a 654. osztály pedig később Jagdpanzer V (Jagdpanther)-ekkel lett felszerelve.
1943  szeptemberében nagyjavításra rendelték a Ferdinandokat, ekkor a szerszámos láda,a kalapács, az emelő és a fa alátétje a jármű hátuljára lett áthelyezve, a pótlánctalp tagok az első sárvédőkről a váltóműház tetejére. 1943 végén kivonták a járműveket a keleti frontról, és visszaszállították a Nibelungenwerke ausztriai üzemébe, ahol újabb átépítés következett, a felújított járművek az Elefant nevet kapták. A 653. nehéz páncélvadász osztályban harcoltak tovább, amelynek 1. századát 11 járművel és egy műszaki mentővé átalakított Elefanttal az olasz, 2. és 3. századát pedig a keleti frontra vezényelték.

## Változatok
Sd.Kfz. 184 Ferdinand
Szerszámos láda a jobb oldali rádiós mellett, az emelő-fa alátéte a váltóműházon, pótlánctalptagok az első sárvédőkön, Kgs 62-600-160 típusú lánctalp.
Sd.Kfz. 184 Elefant
Szerszámos láda hátul az elektromos motorok hűtőnyílásának páncélján, pótlánctalp-kalapács a test hátsó részén, MG 34-es homlokgéppuska, Stug III parancsnoki kupola, Kgs 64-640-160 típusú, 64 cm-es lánctalp a korábbi 60 cm széles helyett, nagyobb teljesítményű motorok, zimmerit bevonat.
Sd.Kfz. 184 Rammpanzer Tiger(P)
Ezt a variánst Ferdinand Porsche kifejezetten Sztálingrád ostroma kapcsán tervezte. A városi harcokban barikádok áttörésére tervezték, de az elkészült 3 egységből valószínűleg egyet sem vetettek be.
Sd.Kfz. 184 Bergepanzer Tiger(P)
Műszaki mentő és vontató, a hozzá tartozó berendezésekkel. Egy kisebb tornyot is kapott egy MG 34-es önvédelmi géppuskával, később ennek a tetőpáncéljára egy újabb, a jármű belsejéből vezérelhető, körbeforgatható MG 34  géppuskaállványt.

## Galéria

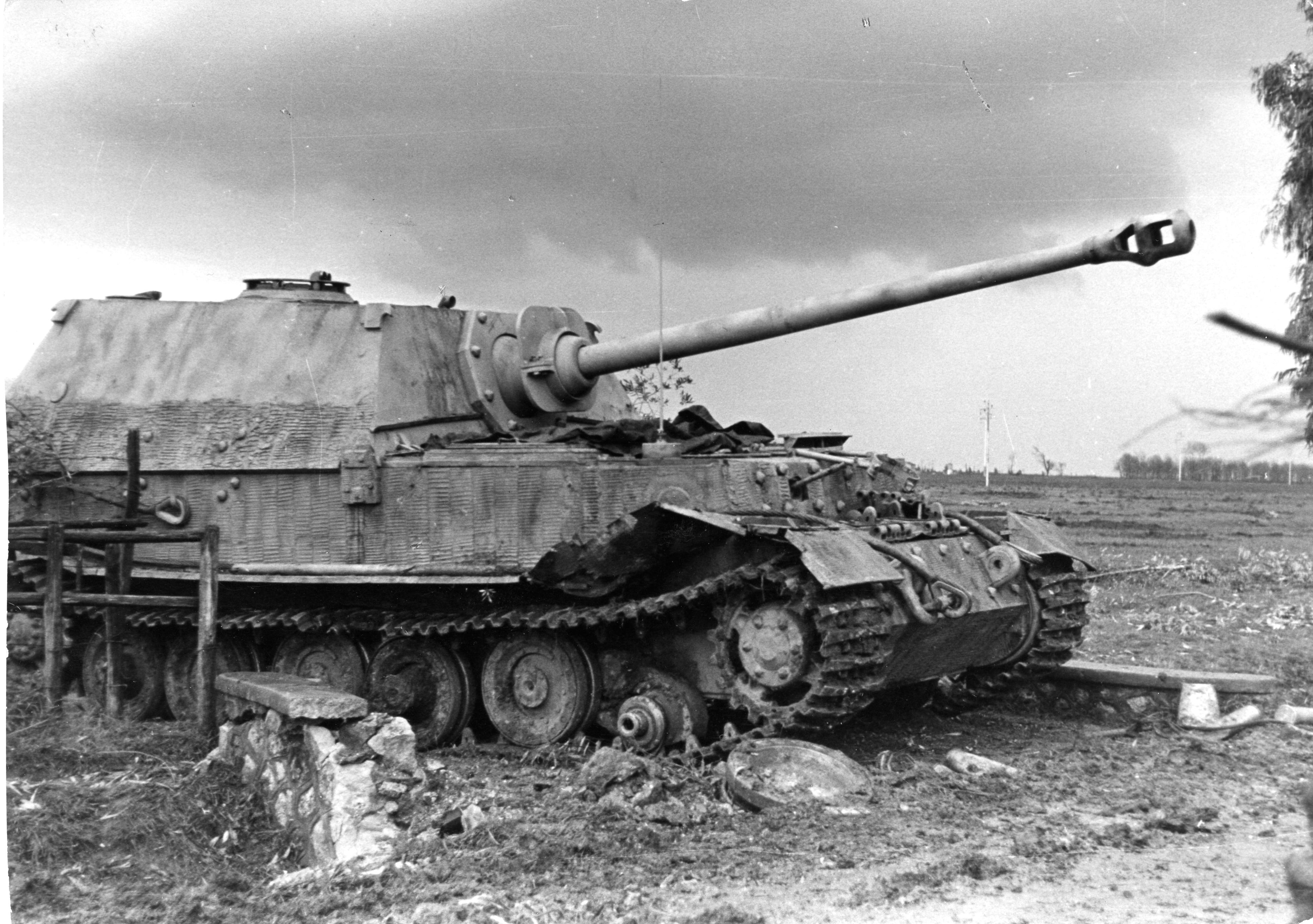
Sérült "Elefánt" vadászpáncélos az Olaszországi Nettuno közelében 1944-ben.
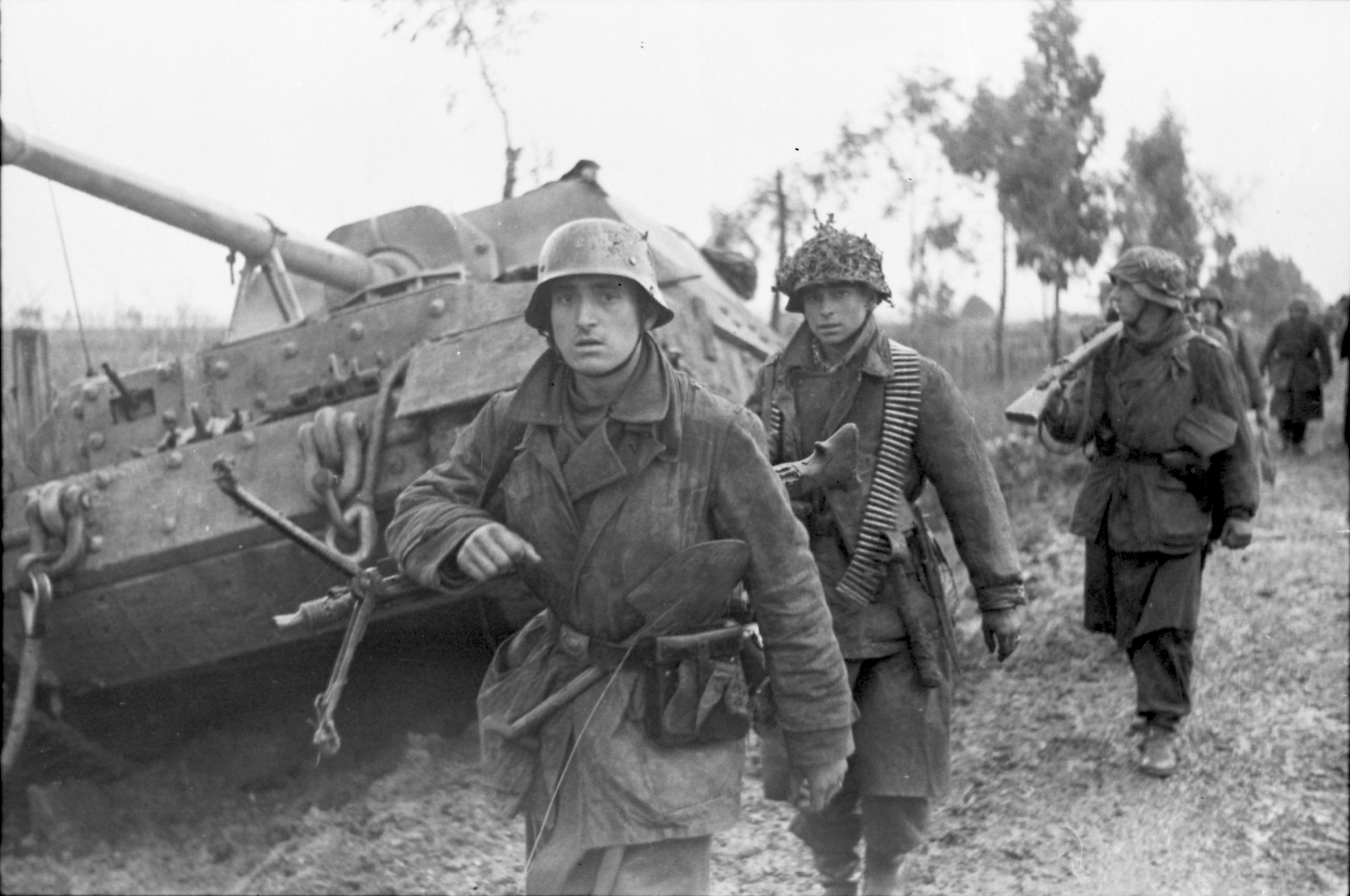
Német katonák menetelnek egy Elefánt vadászpáncélos mellett Nettuno-nál.

## Fennmaradt példányok
Az összesen legyártott 91 db-ból egy Ferdinand harcjármű maradt meg épségben az oroszországi Kubinkai Harckocsi Múzeumban, amelyet a szovjetek a kurszki csatában zsákmányoltak. Egy Olaszországban az amerikaiak által zsákmányolt Elefant pedig az aberdeeni múzeumba került, amely a szabadban állt évtizedeken át, majd felújították, de zimmerit bevonattal nem látták el újra.